# Mertensophryne lindneri
Mertensophryne lindneri är en groddjursart som först beskrevs av Mertens 1955.  Mertensophryne lindneri ingår i släktet Mertensophryne och familjen paddor. IUCN kategoriserar arten globalt som livskraftig. Inga underarter finns listade i Catalogue of Life.